# Jean-Marie Lehn
Jean-Marie Lehn (Rosheim, França 1939) és un químic i professor universitari francès guardonat amb el Premi Nobel de Química l'any 1987.

## Biografia
Va néixer el 30 de setembre de 1939 a la ciutat de Rosheim, població situada a la regió d'Alsàcia. Va estudiar química a la Universitat d'Estrasburg, on es va doctorar el 1963. El 1970 fou nomenat professor de química a la Universitat d'Estrasburg, càrrec que va ocupar fins al 1979, quan acceptà l'oferta del Collège de France a París.

## Recerca científica
Després de realitzar la seva tesi doctoral passà un any a la Universitat Harvard al costat de Robert Burns Woodward desenvolupant la síntesi química de la vitamina B₁₂.
Les recerques de Lehn el van conduir l'any 1968 a la creació d'una molècula capaç de combinar-se amb el neurotransmissor acetilcolina, el transmissor químic dels senyals del sistema nerviós. En la manipulació dels compostos bicíclics del tipus èter corona va ampliar les troballes de Charles J. Pedersen fins a les tres dimensions, estudis que posteriorment ampliaria Donald J. Cram. Així mateix va desenvolupar una terminologia que passaria a ser acceptada en la nomenclatura de la química orgànica: les cavitats que existeixen dins de les molècules les va denominar criptes, criptans els components i criptats els seus complexos.
L'any 1987 fou guardonat amb el Premi Nobel de Química, juntament amb Pedersen i Cram, pel desenvolupament i utilització de molècules d'interacció d'alta selectivitat.